# Szalay Pál (lelkész)
Szalay Pál (Nagykőrös, 1764. december 10. – ?) református lelkész.

## Élete
Nagykőrösön született, ahol a gimnáziumot 1782. április 20-tól végezve, előbb Losoncon tanult, majd a felső osztályokra 1786-ban Debrecenbe ment, 1790. április 17-én pedig a harderwijki egyetemre iratkozott be. Visszatérve 1793 és 1796 között a pesti egyetemeken tanult. Lelkészkedett Keő, Harkány, Magyarpeterd, Magyarmecske és Vajszló baranyai református egyházakban. Késő vénségében Beleznay Miklós vezérőrnagy udvarába Pilisre «adatott» udvari papnak.

## Munkái
- Jakab és Péter szent apostolok közönséges leveleinek a keresztyéni jó életre oktató tanúságokkal és intésekkel rövid világosítása. Burkitt Wilhelm írta angolul, Rombach E. német fordítása után magyarítá. Pest, 1792.
- Az Isten városába kívánkozó magyar Sionnal esdeklő kérései... melyeket Szalay Pál... tulajdon és eredeti írásaiból Szélessy Pál összeszedett. Uo. 1793.
- A léleknek elragadtatásai. Uo. 1794.
- Nemzeti foglalatosságra buzdító kötött beszédek. Buda, 1795.
- A felséges Józsefnek a haza kebelébe lett érkezésekor származott gondolatok. Uo. 1795.
- Elváló kötött beszéd a pesti fő-tanuló helyről. Uo. 1796.